# 猫背椿
猫背 椿（ねこぜ つばき、本名；山本 恵子、1972年10月17日 - ）は、日本の女優。東京都生まれ、東京都育ち。血液型はO型。 身長168cm、体重55kg。特技は鍵盤楽器、ベース。大人計画所属。跡見学園短期大学卒業。声優のヤスヒロは親戚。

## 略歴
1991年に松尾スズキ主宰の大人計画に入団。
宮藤官九郎脚本作品にたびたび出演しており、『マンハッタンラブストーリー』や『タイガー&ドラゴン』など、個性的な役柄で注目を集めた。

## 人物
芸名の「猫背椿」は劇団側から自分で芸名を付けることを命じられ、どうせすぐにクビになるだろうという思いで付けた。19歳で劇団に入団した時は演劇は未経験であった。

## 出演

### テレビドラマ
- ひとの不幸は蜜の味（1994年〈出演回不明〉、TBS）
- 人間・失格〜たとえばぼくが死んだら（1994年、TBS）
- 遠い国からの殺人者（1995年1月9日 - 12日、NHK）
- ギフト 第7話（1997年5月28日、フジテレビ） - ネイルサロンの客 役
- ぐっどあふたぬ〜ん（1997年6月2日 - 7月18日、TBS）
- きらきらひかる 最終話（1998年3月17日、フジテレビ） - 保育士 役
- ショムニ 第1話（1998年4月15日、フジテレビ）
- 田舎で暮らそうよ（1999年7月14日 - 9月15日、テレビ東京） - 富川由紀江 役
- ロケット・ボーイ（2001年1月10日 - 3月21日、フジテレビ） - 工藤ミヤコ 役
- 連続テレビ小説 ちゅらさん（2001年、NHK） - 保母
- 恋ノチカラ（2002年1月10日 - 3月21日、フジテレビ） - 須田真季 役
- サトラレ（2002年7月4日 - 9月12日、テレビ朝日） - 水沢秀子 役
- 薔薇の十字架（2002年10月10日 - 12月12日、フジテレビ） - 山崎エリ 役
- マルサ!!東京国税局査察部（2003年4月8日 - 6月24日、フジテレビ） - 河瀬両子 役
- ほんとにあった怖い話「染み」（2003年9月5日、フジテレビ） - 河田慶子 役
- マンハッタンラブストーリー（2003年10月9日 - 12月18日、TBS） - 再現ドラマの女 役
- 神様、何するの（2003年12月5日、フジテレビ） - 吉井怜のマネージャー 役
- こちら本池上署（2004年1月12日 - 3月22日、TBS） - 伊佐美悠子 役
- 年の差カップル刑事3（2004年3月27日、フジテレビ） - 黒鉄晶子 役
- 箱根湯河原温泉交番3（2005年1月25日、日本テレビ） - 真島ゆかり 役
- 劇団演技者。（2005年2月16日 - 3月9日、フジテレビ） - 芦原医師 役
- タイガー&ドラゴン（2005年4月15日 - 6月24日、TBS） - 谷中鶴子 役
- 今夜ひとりのベッドで（2005年10月20日12月22日、TBS） - 飯田真澄 役
- 吾輩は主婦である（2006年5月22日 - 7月14日、TBS） - 矢名ももえ 役
- 科捜研の女 Season7 第7話（2006年8月24日、テレビ朝日） - 中原唯 役
- 魂萌え!（2006年10月21日 - 11月4日、NHK） - 関口由佳里 役
- エラいところに嫁いでしまった!（2007年1月11日 - 3月8日、テレビ朝日） - 佐倉里穂 役
- 山田太郎ものがたり 第8話・第9話（2007年8月24日・9月7日、TBS） - メイド・富沢 役
- モップガール 第7話（2007年11月23日、テレビ朝日） - 沖須美子 役
- のだめカンタービレ 新春スペシャル in ヨーロッパ（2008年1月4日・5日、フジテレビ） - アシスタント・マジノ 役
- 絶対彼氏〜完全無欠の恋人ロボット〜（2008年4月15日 - 6月24日、フジテレビ） - 安達香子 役
- モンスターペアレント（2008年7月29日、フジテレビ） - 梶田清美 役
- 恋うたドラマSP 第2話（2008年10月7日、TBS） - 土屋亜沙美 役
- あるがままの君でいて（2008年11月24日、TBS）
- リセット 第10話（2009年3月19日、日本テレビ） - 板谷宇多子 役
- アイシテル〜海容〜（2009年4月15日 - 6月17日、日本テレビ） - 柏木エリ 役
- チーム・バチスタ第2弾 ナイチンゲールの沈黙（2009年10月9日、関西テレビ・フジテレビ） - 猫田麻里 役
- まっつぐ〜鎌倉河岸捕物控〜（2010年4月17日 - 8月14日、NHK総合） - おとせ 役
- ざけんなョ!!10（2011年5月18日、BSフジ）
- キルトの家（2012年1月10日 - 2月4日、NHK総合） ‐ 南睦美 役
- 猫弁と透明人間（2013年4月22日、TBS） - 大貫沙織 役
- 斉藤さん²（2013年7月13日 - 9月21日、日本テレビ） - 大庭麻衣 役
- リーガルハイ 第4話（2013年10月30日、フジテレビ） - 東山冬美 役
- 最高のおもてなし（2014年2月28日、日本テレビ） - 福井淑子 役
- 出張鑑定人・宝来伝吉（フジテレビ） - 白鳥花代 役
  - 第1作（2014年4月25日）
  - 第2作（2016年2月27日）
- 極悪がんぼ 第3話・第4話（2014年4月28日・5月5日、フジテレビ） - 林満利子 役
- TEAM -警視庁特別犯罪捜査本部- 第4話（2014年5月7日、テレビ朝日） - 橋本潤子 役
- 医療捜査官 財前一二三5（2014年6月6日、フジテレビ） - 北野茜 役
- 最強の法廷 裁判官桜子と10人の評決（2015年1月14日、テレビ東京） - 橘恭子 役
- ドラえもん、母になる〜大山のぶ代物語〜（2015年12月13日、NHK BSプレミアム） - 小原乃梨子 役[2]
- 臨床犯罪学者 火村英生の推理 第3話（2016年1月31日、日本テレビ） - 宇田川温子 役
- 諏訪のスゴ腕警察医2（2016年6月8日、テレビ東京） - 辻内佐知子 役
- 時をかける少女（2016年7月9日 - 8月6日、日本テレビ） - 浅倉唯 役
- 神の舌を持つ男 第9話・最終話（2016年9月2日・9日、TBS） - 貞奴（鷹園亜子） 役
- 夏目漱石の妻 第1話・第2話（2016年9月24日・10月1日、NHK総合） ‐ テル 役
- 警視庁 ナシゴレン課（2016年10月18日 - 12月20日、テレビ朝日） - 鳥海琴美 役[3]
- マッサージ探偵ジョー 第5話・第6話（2017年5月7日・14日、テレビ東京） - 女将 役
- 監獄のお姫さま（2017年10月17日 - 12月19日、TBS） - 小島悠里 役
- 大河ドラマ（NHK）
  - 西郷どん（2018年） - 歌橋 役
  - どうする家康 （2023年） - 登与 役
- イアリー 見えない顔（2018年8月4日 - 9月8日、WOWOW） - 田之倉久子 役
- 世にも奇妙な物語 秋の特別編 「幽霊社員」（2018年11月10日、フジテレビ） - 中村弘江 役
- ドロ刑 -警視庁捜査三課- 第7話（2018年11月24日、日本テレビ） - 鬼塚響子 役
- 刑事ゼロ（2019年1月10日 - 3月14日、テレビ朝日） - 背川葉奈 役
  - 刑事ゼロ スペシャル（2019年9月15日）
  - 刑事ゼロ スペシャル2（2020年6月7日）
- 集団左遷!! 第4話（2019年5月12日、TBS） ‐ 原珠希 役
- ベビーシッター・ギン! 第5話（2019年7月28日、NHK BSプレミアム） - 今出川家の使用人 役
- 共演NG（2020年10月26日 - 12月7日、テレビ東京） - 古川しおり 役[4]
- 知ってるワイフ（2021年1月7日 - 3月18日、フジテレビ） ‐ 小谷つかさ 役[5]
- ハクタカ 白鷹雨音の捜査ファイル（2021年3月22日、テレビ東京） ‐ 棚橋智沙 役
- あのときキスしておけば（2021年4月30日 - 6月18日、テレビ朝日） - 郷田ひと子 役[6]
- ラジエーションハウスⅡ～放射線科の診断レポート～ 第9話（2021年11月29日、フジテレビ） - 幸子 役[7]
- 恋せぬふたり（2022年1月10日 - 3月21日、NHK総合） - 浜岡さん 役
- ユーチューバーに娘はやらん! 第1話（2022年1月17日、テレビ東京） - 式場のスタッフ 役
- 卒業式に、神谷詩子がいない（2022年2月25日 - 3月25日、日本テレビ） - 神谷良子 役
- よだれもん家族 第11話・第15話・第20話（2022年6月19日・7月17日・8月21日、テレビ東京） - 亜子 役
- 星降る夜に（2023年1月17日 - 3月14日、テレビ朝日） - 犬山鶴子 役[8]
- この素晴らしき世界（2023年7月20日 - 9月14日、フジテレビ） -  浅野真由美 役[9]
  - この素晴らしき世界 特別編（2023年9月21日、フジテレビ）
- ブラックガールズトーク 第2話 Case.4（2024年2月12日、テレビ東京） - 榊原祥子 役[10]
- 肝臓を奪われた妻（2024年4月3日 - 6月26日、日本テレビ） - 田代春美 役[11]
- 飯を喰らひて華と告ぐ 第2話「アジの姿造り」（2024年7月16日、TOKYO MX） - 久美 役[12]
- スノードロップの初恋（2024年10月1日 - 12月17日、関西テレビ・フジテレビ） - 寺岡智子 役[13]
- 恋は闇（2025年4月16日 - 6月18日、日本テレビ） - 大和田夏代 役[14]

### Web・配信ドラマ
- 山岸ですがなにか（2017年7月、Hulu） - プロデューサー 役
- First Love 初恋（2022年11月24日、Netflix）- 小松操恵 役[15]

### 映画
- アジアンタムブルー（2006年）
- 東京タワー 〜オカンとボクと、時々、オトン〜（2007年） - ブーブおばさん
- 歓喜の歌（2008年） - 妹尾浩子
- のだめカンタービレ 最終楽章（2009年） - マジノ
- すべては海になる（2010年） - 江古田としこ
- 夢売るふたり（2012年） - 園部ますみ
- 無名の人生（2025年5月16日 - ）- キンママ 役[16][17]

### 舞台
- 美男ですね（2011年） - 桜庭シゲ子
- すべての犬は天国へ行く（2015年10月1日 - 12日、AiiA 2.5 Theater Tokyo） - カミーラ 役[18]
- シブヤデアイマショウ（2021年4月18日 - 4月25日、Bunkamuraシアターコクーン）
- OUT OF ORDER（2023年11月11日 - 12月30日、鳥栖市民文化会館 大ホール 他） - パメラ 役[19]
- ゾンビいまさら（2024年2月7日 - 12日、あうるすぽっと）[20]
- ふくすけ 2024 -歌舞伎町黙示録-（2024年7月9日 - 8月26日、THEATER MILANO-Za 他）[21]
- 消失（2025年1月18日 - 2月7日、紀伊國屋サザンシアター TAKASHIMAYA 他）[22]
- Wife is miracle〜世界で一番アツい嫁（2025年6月19日 - 29日、本多劇場）[23]
- クワイエットルームにようこそ The Musical」（2026年1月12日 - 2月23日〈予定〉、THEATER MILANO-Za 他）[24][25]

### CM
- 富士通（FMV）
- ライフ（ライフカード）「カードの切り方が人生だ」- オダギリジョーの勤務先の専務取締役の娘